# Општина Јакобени (Сучава)
Јакобени (рум. Iacobeni) општина је у Румунији у округу Сучава.
Oпштина се налази на надморској висини од 1074 m.